# Hermonassa nigriventris
Hermonassa nigriventris là một loài bướm đêm trong họ Noctuidae.